# Хронологія світових рекордів з плавання на дистанції 50 метрів брасом

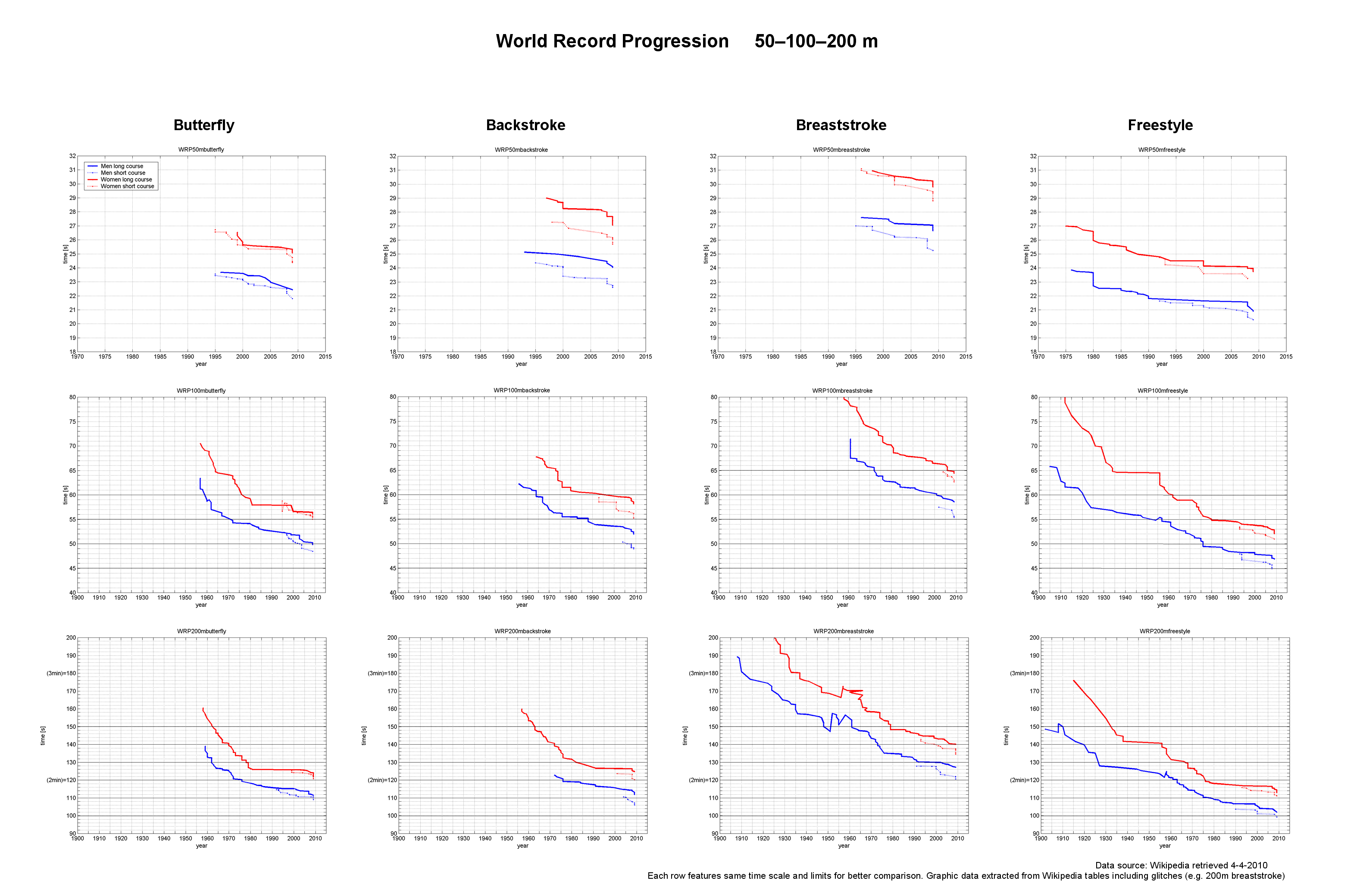
Графіки встановлення світових рекордів з плавання серед чоловіків та жінок на дистанціях 50 м-100 м-200 м на довгій та короткій воді батерфляєм, на спині, брасом і вільним стилем

У цій статті подано хронологію світових рекордів з плавання на дистанції 50 метрів брасом на довгій (50 м) та короткій воді (25 м). Ці рекорди реєструє/визнає Міжнародна федерація плавання (ФІНА), яка наглядає за міжнародними змаганнями з водних видів спорту. Як і в плаванні на 50 м на спині та батерфляєм ФІНА офіційно реєструє рекорди в цій дисципліні від початку 1990-х років.
Різке поліпшення світових рекордів у 2008/2009 роках збіглося в часі з запровадженням поліуретанових плавальних костюмів фірм Speedo (LZR, 50% поліуретану) 2008 року та Arena (X-Glide), Adidas (Hydrofoil), Jaked (всі зі 100% поліуретану) 2009 року. У січні 2010 ФІНА заборонила плавальні костюми зроблені з будь-якого матеріалу окрім текстилю. Крім того, FINA опублікувала список дозволених плавальних костюмів.

## Чоловіки

### На довгій воді
| #   | Час   |    | Ім'я                 | Країна          | Дата            | Змагання                                            | Місце                                   | Пос.  |
| --- | ----- | -- | -------------------- | --------------- | --------------- | --------------------------------------------------- | --------------------------------------- | ----- |
| WBT | 27.61 | †  | Олександр Джабурія   | Україна         | 27 квітня 1996  | Відбіркові змагання до олімпійської збірної України | Харків, Україна                         |       |
| 1   | 27.49 |    | Ентоні Робінсон      | США             | 29 березня 2001 | Чемпіонат США та відбір на чемпіонат світу          | Остін, Сполучені Штати Америки          |       |
| 2   | 27.39 | tt | Ед Мозес             | США             | 31 березня 2001 | Чемпіонат США та відбір на чемпіонат світу          | Остін, Сполучені Штати Америки          |       |
| 3   | 27.18 |    | Олег Лісогор         | Україна         | 2 серпня 2002   | Чемпіонат Європи                                    | Берлін, Німеччина                       | [ 2 ] |
| 4   | 27.06 | пф | Камерон ван дер Бург | ПАР             | 18 квітня 2009  | Чемпіонат ПАР                                       | Дурбан, Південно-Африканська Республіка | [ 3 ] |
| 5   | 26.89 | пф | Феліпе Франса        | Бразилія        | 8 травня 2009   | Чемпіонат Бразилії (Maria Lenk)                     | Ріо-де-Жанейро, Бразилія                | [ 4 ] |
| 6   | 26.74 | пф | Камерон ван дер Бург | ПАР             | 28 липня 2009   | Чемпіонати світу з водних видів спорту              | Рим, Італія                             |       |
| 7   | 26.67 |    | Камерон ван дер Бург | ПАР             | 29 липня 2009   | Чемпіонати світу з водних видів спорту              | Рим, Італія                             |       |
| 8   | 26.62 | пф | Адам Піті            | Велика Британія | 18 серпня 2014  | Чемпіонат Європи                                    | Берлін, Німеччина                       | [ 5 ] |
| 8=  | 26.62 | пз | Камерон ван ден Бург | ПАР             | 4 серпня 2015   | Чемпіонат світу                                     | Казань, Росія                           | [ 6 ] |
| 9   | 26.42 | пф | Адам Піті            | Велика Британія | 4 серпня 2015   | Чемпіонат світу                                     | Казань, Росія                           | [ 7 ] |
| 10  | 26.10 | пз | Адам Піті            | Велика Британія | 25 липня 2017   | Чемпіонат світу                                     | Будапешт, Угорщина                      | [ 8 ] |
| 11  | 25.95 | пф | Адам Піті            | Велика Британія | 25 липня 2017   | Чемпіонат світу                                     | Будапешт, Угорщина                      | [ 9 ] |

### На короткій воді
| #   | Час   |  | Ім'я                  | Країна    | Дата              | Змагання            | Місце                                           | Пос.   |
| --- | ----- |  | --------------------- | --------- | ----------------- | ------------------- | ----------------------------------------------- | ------ |
| WBT | 27.29 |  | Дмитро Волков         | Росія     | 16 березня 1991   | Кубок світу         | Бонн, Німеччина                                 |        |
| 1   | 27.00 |  | Марк Варнеке          | Німеччина | 18 лютого 1995    | Кубок світу         | Гельзенкірхен, Німеччина                        |        |
| 2   | 26.97 |  | Марк Варнеке          | Німеччина | 8 лютого 1997     | Кубок світу         | Париж, Франція                                  |        |
| 2=  | 26.97 |  | Марк Варнеке          | Німеччина | 21 січня 1998     | Кубок світу         | Сідней, Австралія                               |        |
| 2=  | 26.97 |  | Марк Варнеке          | Німеччина | 28 березня 1998   | Кубок світу         | Париж, Франція                                  |        |
| 3   | 26.70 |  | Марк Варнеке          | Німеччина | 11 грудня 1998    | Чемпіонат Європи    | Шеффілд, Об'єднане Королівство                  | [ 10 ] |
| 4   | 26.28 |  | Ед Мозес              | США       | 22 січня 2002     | Кубок світу         | Стокгольм, Швеція                               | [ 11 ] |
| 5   | 26.20 |  | Олег Лісогор          | Україна   | 26 січня 2002     | Кубок світу         | Берлін, Німеччина                               | [ 12 ] |
| 6   | 26.17 |  | Олег Лісогор          | Україна   | 21 січня 2006     | Кубок світу         | Берлін, Німеччина                               | [ 13 ] |
| 7   | 26.08 |  | Камерон ван ден Бург  | ПАР       | 8 листопада 2008  | Кубок світу         | Москва, Росія                                   | [ 14 ] |
| 8   | 25.94 |  | Камерон ван ден Бург  | ПАР       | 11 листопада 2008 | Кубок світу         | Стокгольм, Швеція                               | [ 15 ] |
| 9   | 25.43 |  | Cameron van der Burgh | ПАР       | 8 серпня 2009     | Чемпіонат ПАР       | Пітермаріцбург, Південно-Африканська Республіка | [ 16 ] |
| 10  | 25.25 |  | Камерон ван ден Бург  | ПАР       | 14 листопада 2009 | Кубок світу         | Берлін, Німеччина                               | [ 17 ] |
| 10= | 25.25 |  | Ілля Шиманович        | Білорусь  | 7 листопада 2021  | Чемпіонат Європи    | Казань, Росія                                   | [ 18 ] |
| 11  | 24.95 |  | Емре Сакчи            | Туреччина | 27 грудня 2021    | Чемпіонат Туреччини | Газіантеп, Туреччина                            | [ 19 ] |

## Жінки

### На довгій воді
| #   | Час   |       | Ім'я             | Країна          | Дата           | Змагання                                                        | Місце                                            | Пос.          |
| --- | ----- | ----- | ---------------- | --------------- | -------------- | --------------------------------------------------------------- | ------------------------------------------------ | ------------- |
| WBT | 30.95 | †     | Пенні Гейнс      | ПАР             | 1 серпня 1998  | Ігри доброї волі                                                | Нью-Йорк, Сполучені Штати Америки                |               |
| 1   | 30.83 | tt    | Пенні Гейнс      | ПАР             | 29 серпня 1999 | Пантихоокеанський чемпіонат                                     | Сідней, Австралія                                |               |
| 2   | 30.57 | пф    | Зої Бейкер       | Велика Британія | 30 липня 2002  | Ігри Співдружності                                              | Манчестер, Об'єднане Королівство                 |               |
| 3   | 30.45 |       | Джейд Едмістоун  | Австралія       | 31 липня 2005  | Чемпіонат світу                                                 | Монреаль, Канада                                 |               |
| 4   | 30.31 | пз    | Джейд Едмістоун  | Австралія       | 30 січня 2006  | Чемпіонат Австралії і відбіркові змагання на Ігри Співдружності | Мельбурн, Австралія                              | [ 20 ]        |
| 5   | 30.23 |       | Аманда Рісон     | Канада          | 8 липня 2009   | Відбіркові змагання до збірної Канади на чемпіонат світу        | Монреаль, Канада                                 | [ 21 ]        |
| 6   | 30.09 |       | Юлія Єфімова     | Росія           | 2 серпня 2009  | Чемпіонат світу                                                 | Рим, Італія                                      | [ 22 ]        |
| 7   | 29.95 | tt    | Джессіка Гарді   | США             | 6 серпня 2009  | US Open Time Trials                                             | Федерал-Вей (Вашингтон), Сполучені Штати Америки | [ 23 ]        |
| 8   | 29.80 | †     | Джессіка Гарді   | США             | 7 серпня 2009  | US Open Time Trials                                             | Федерал-Вей (Вашингтон), Сполучені Штати Америки | [ 24 ]        |
| 9   | 29.78 | пз    | Юлія Єфімова     | Росія           | 3 серпня 2013  | Чемпіонат світу                                                 | Барселона, Іспанія                               | [ 25 ]        |
| 10  | 29.48 | пф    | Рута Мейлутіте   | Литва           | 3 серпня 2013  | Чемпіонат світу                                                 | Барселона, Іспанія                               | [ 25 ]        |
| 11  | 29.40 |       | Ліллі Кінг       | США             | 30 липня 2017  | Чемпіонат світу                                                 | Будапешт, Угорщина                               | [ 26 ]        |
| 12  | 29.30 | пф, = | Бенедетта Пілато | Італія          | 22 травня 2021 | Чемпіонат Європи                                                | Будапешт, Угорщина                               | [ 27 ] [ 28 ] |
| 13  | 29.30 | пф, = | Рута Мейлутіте   | Литва           | 29 липня 2023  | Чемпіонат світу                                                 | Фукуока, Японія                                  | [ 29 ] [ 30 ] |
| 14  | 29.16 |       | Рута Мейлутіте   | Литва           | 30 липня 2023  | Чемпіонат світу                                                 | Фукуока, Японія                                  | [ 31 ] [ 32 ] |

### На короткій воді
| #  | Час                 |    | Ім'я            | Країна          | Дата              | Змагання            | Місце                                   | Пос.   |
| -- | ------------------- | -- | --------------- | --------------- | ----------------- | ------------------- | --------------------------------------- | ------ |
| 1  | 31.22               |    | Пеґґі Гартунґ   | Німеччина       | 1 лютого 1992     | Кубок світу         | Париж, Франція                          |        |
| 1  | 31.11               |    | Хань Сюе        | КНР             | 7 січня 1996      | Кубок світу         | Гонконг, Гонконг                        |        |
| 2  | 30.98               |    | Хань Сюе        | КНР             | 11 січня 1996     | Кубок світу         | Пекін, Китай                            |        |
| 3  | 30.88               |    | Хань Сюе        | КНР             | 29 січня 1997     | Кубок світу         | Глазго, Об'єднане Королівство           |        |
| 4  | 30.77               |    | Хань Сюе        | КНР             | 2 лютого 1997     | Кубок світу         | Гельзенкірхен, Німеччина                |        |
| 5  | 30.60               | tt | Пенні Гейнс     | ПАР             | 26 вересня 1999   | Чемпіонат ПАР       | Дурбан, Південно-Африканська Республіка | [ 33 ] |
| 6= | 30.56               |    | Лі Вей          | КНР             | 3 грудня 2001     | Кубок світу         | Шанхай, Китай                           | [ 34 ] |
| 6= | 30.56               |    | Ло Сюецзюань    | КНР             | 3 грудня 2001     | Кубок світу         | Шанхай, Китай                           | [ 34 ] |
| 6= | 30.56               |    | Емма Іґельстрем | Швеція          | 13 грудня 2001    | Чемпіонат Європи    | Антверпен, Бельгія                      |        |
| 7  | 30.53               |    | Зої Бейкер      | Велика Британія | 4 січня 2002      | Чемпіонат ПАР       | Дурбан, Південно-Африканська Республіка |        |
| 8  | 30.51               |    | Зої Бейкер      | Велика Британія | 15 січня 2002     | Кубок світу         | Імперія (місто), Італія                 |        |
| 9  | 30.47               |    | Ло Сюецзюань    | КНР             | 17 січня 2002     | Кубок світу         | Париж, Франція                          | [ 35 ] |
| 10 | 30.43               |    | Емма Іґельстрем | Швеція          | 23 січня 2002     | Кубок світу         | Стокгольм, Швеція                       | [ 36 ] |
| 11 | 30.31               |    | Зої Бейкер      | Велика Британія | 27 січня 2002     | Кубок світу         | Берлін, Німеччина                       |        |
| 12 | 30.24               |    | Емма Іґельстрем | Швеція          | 14 березня 2002   | Чемпіонат Швеції    | Гетеборг, Швеція                        | [ 37 ] |
| 13 | 29.96               |    | Емма Іґельстрем | Швеція          | 2 квітня 2002     | Чемпіонат світу     | Москва, Росія                           | [ 38 ] |
| 14 | 29.90               |    | Джейд Едмістоун | Австралія       | 26 вересня 2004   | Чемпіонат Австралії | Брисбен, Австралія                      | [ 39 ] |
| 15 | 29.58               |    | Джессіка Гарді  | США             | 10 квітня 2008    | Чемпіонат світу     | Манчестер, Об'єднане Королівство        | [ 40 ] |
| 16 | 29.45               |    | Джессіка Гарді  | США             | 17 жовтня 2009    | Кубок світу         | Дурбан, Південно-Африканська Республіка |        |
| 17 | 29.36               |    | Джессіка Гарді  | США             | 7 листопада 2009  | Кубок світу         | Москва, Росія                           |        |
| 18 | 28.96               | пз | Джессіка Гарді  | США             | 11 листопада 2009 | Кубок світу         | Стокгольм, Швеція                       | [ 41 ] |
| 19 | 28.80               |    | Джессіка Гарді  | США             | 14 листопада 2009 | Кубок світу         | Берлін, Німеччина                       | [ 42 ] |
| –  | 28.71 (invalidated) |    | Yulia Єфімова   | Росія           | 10 листопада 2013 | Кубок світу         | Токіо, Японія                           | [ 45 ] |
| 20 | 28.64               |    | Алія Аткінсон   | Ямайка          | 26 жовтня 2016    | Кубок світу         | Токіо, Японія                           | [ 46 ] |
| 21 | 28.56               |    | Алія Аткінсон   | Ямайка          | 6 жовтня 2018     | Кубок світу         | Будапешт, Угорщина                      | [ 47 ] |
| 22 | 28.37               | пф | Рута Мейлутіте  | Литва           | 17 грудня 2022    | Чемпіонат світу     | Мельбурн, Австралія                     | [ 48 ] |

## Найкращі 25 за увесь час

### Чоловіки на довгій воді
- Актуально станом на лютий 2024[49]

| Міс. | Час   | Плавець                    | Дата           | Місце          | Ref    |
| ---- | ----- | -------------------------- | -------------- | -------------- | ------ |
| 1    | 25.95 | Адам Піті (GBR)            | 25 липня 2017  | Будапешт       |        |
| 2    | 26.20 | Цінь Хайян (CHN)           | 25 липня 2023  | Фукуока        | [ 50 ] |
| 3    | 26.28 | Ілля Шиманович (BLR)       | 6 квітня 2023  | Берестя        | [ 51 ] |
| 4    | 26.32 | Семюел Вільямсон (AUS)     | 14 лютого 2024 | Доха           | [ 52 ] |
| 5    | 26.33 | Феліпе Ліма (BRA)          | 9 червня 2019  | Монако         |        |
| 5    | 26.33 | Ніколо Мартіненьї (ITA)    | 16 серпня 2022 | Рим            | [ 53 ] |
| 7    | 26.42 | Жоан Гомес Жуніор (BRA)    | 21 квітня 2019 | Ріо-де-Жанейро |        |
| 8    | 26.45 | Нік Фінк (USA)             | 21 червня 2022 | Будапешт       | [ 54 ] |
| 9    | 26.52 | Майкл Ендрю (USA)          | 28 квітня 2022 | Грінсборо      | [ 55 ] |
| 10   | 26.54 | Камерон ван дер Бург (RSA) | 25 липня 2017  | Будапешт       |        |
| 11   | 26.61 | Сунь Цзяцзюнь (CHN)        | 6 травня 2023  | Ханчжоу        | [ 56 ] |
| 12   | 26.66 | Andrey Nikolaev (RUS)      | 29 квітня 2022 | Казань         | [ 57 ] |
| 13   | 26.70 | Дамір Дугонджич (SLO)      | 4 серпня 2015  | Казань         |        |
| 13   | 26.70 | Фабіо Скоццолі (ITA)       | 23 липня 2019  | Кванджу        |        |
| 15   | 26.72 | Кирило Пригода (RUS)       | 24 липня 2019  | Кванджу        |        |
| 16   | 26.74 | Крістіан Спренджер (AUS)   | 1 квітня 2014  | Брисбен        |        |
| 17   | 26.75 | Феліпе Франса Сілва (BRA)  | 21 квітня 2019 | Ріо-де-Жанейро |        |
| 18   | 26.76 | Кевін Кордес (USA)         | 4 серпня 2015  | Казань         |        |
| 18   | 26.76 | Сімоне Черасуоло (ITA)     | 24 червня 2023 | Рим            | [ 58 ] |
| 20   | 26.78 | Kirill Strelnikov (RUS)    | 5 квітня 2021  | Казань         |        |
| 21   | 26.79 | Melvin Imoudu (GER)        | 9 липня 2023   | Берлін         | [ 59 ] |
| 21   | 26.79 | Melvin Imoudu (GER)        | 9 липня 2023   | Берлін         | [ 60 ] |
| 21   | 26.79 | Пітер Стівенс (SLO)        | 13 лютого 2024 | Доха           | [ 61 ] |
| 23   | 26.80 | Арно Каммінга (NED)        | 9 квітня 2021  | Ейндговен      |        |
| 23   | 26.80 | Лукас Мацерат (GER)        | 14 лютого 2024 | Доха           | [ 52 ] |
| 25   | 26.82 | Michael Houlie (RSA)       | 4 липня 2019   | Неаполь        |        |
| 25   | 26.82 | Ян Козакевич (POL)         | 21 травня 2021 | Будапешт       |        |

#### Нотатки
Нижче подано список інших часів, однакових або кращих за 26.82:
- Адам Піті проплив ще за 25.99 (2017), 26.06 (2019), 26.09 (2018), 26.10 (2017), 26.11 (2019), 26.21 (2021), 26.23 (2018), 26.28 (2019), 26.34 (2021), 26.38 (2021), 26.41 (2018), 26.42 (2015), 26.48 (2017), 26.49 (2018, 2019), 26.50 (2017, 2018), 26.51 (2015), 26.53 (2019), 26.55 (2019), 26.60 (2017, 2019), 26.61 (2016, 2017, 2019), 26.62 (2014, 2017, 2018), 26.63 (2019, 2019, 2021), 26.64 (2019, 2021), 26.65 (2021), 26.66 (2016, 2016), 26.68 (2015, 2016), 26.69 (2016, 2021), 26.70 (2019), 26.71 (2016, 2019), 26.72 (2021), 26.73 (2018, 2021), 26.74 (2018, 2018, 2019), 26.75 (2018, 2021), 26.76 (2022), 26.77 (2024), 26.78 (2014, 2019), 26.81 (2021).
- Цінь Хайян проплив ще за 26.25 (2023, 2023), 26.29 (2023, 2023), 26.30 (2023, 2023), 26.34 (2023), 26.52 (2023), 26.57 (2023), 26.62 (2023), 26.63 (2023), 26.69 (2023), 26.72 (2023), 26.77 (2023).
- Ілля Шиманович проплив ще за 26.45 (2022), 26.46 (2021), 26.47 (2021, 2022), 26.55 (2019, 2021), 26.57 (2019), 26.65 (2023), 26.66 (2024), 26.70 (2020, 2022), 26.72 (2021), 26.77 (2019), 26.78 (2019).
- Ніколо Мартіненьї проплив ще за 26.39 (2021, 2024), 26.47 (2021), 26.48 (2022), 26.49 (2021, 2022), 26.54 (2021), 26.56 (2020, 2022), 26.59 (2021), 26.64 (2022, 2023), 26.65 (2024), 26.68 (2021, 2021, 2022), 26.71 (2022), 26.74 (2023), 26.75 (2024), 26.76 (2023), 26.81 (2022).
- Семюел Вільямсон проплив ще за 26.41 (2024), 26.51 (2023), 26.69 (2024), 26.76 (2023), 26.77 (2023), 26.82 (2023).
- Феліпе Ліма проплив ще за 26.48 (2019), 26.60 (2019), 26.61 (2019), 26.62 (2019), 26.66 (2019), 26.68 (2017, 2019), 26.72 (2019), 26.73 (2019), 26.75 (2019), 26.78 (2019), 26.79 (2019).
- Нік Фінк проплив ще за 26.49 (2024), 26.55 (2022), 26.59 (2023), 26.66 (2024), 26.74 (2022, 2023), 26.77 (2024).
- Жоан Гомес Жуніор проплив ще за 26.52 (2017), 26.60 (2019), 26.62 (2022), 26.64 (2019, 2019), 26.66 (2022), 26.67 (2017), 26.68 (2019), 26.69 (2019), 26.70 (2019), 26.73 (2019), 26.75 (2022), 26.80 (2017, 2019), 26.81 (2023).
- Камерон ван дер Бург проплив ще за 26.58 (2018), 26.60 (2017), 26.62 (2015), 26.66 (2015), 26.67 (2009), 26.74 (2009, 2015, 2015, 2017), 26.76 (2014), 26.77 (2013, 2015), 26.78 (2013), 26.79 (2015), 26.80 (2014), 26.81 (2013).
- Майкл Ендрю проплив ще за 26.71 (2022), 26.72 (2022), 26.73 (2022), 26.78 (2022).
- Сунь Цзяцзюнь проплив ще за 26.72 (2023), 26.76 (2023), 26.78 (2023), 26.79 (2023), 26.80 (2023).
- Фабіо Скоццолі проплив ще за 26.73 (2018), 26.79 (2018), 26.80 (2018), 26.82 (2019).
- Феліпе Франса Сілва проплив ще за 26.76 (2009).
- Andrey Nikolaev проплив ще за 26.77 (2022).
- Крістіан Спренджер проплив ще за 26.78 (2013).
- Кевін Кордес проплив ще за 26.80 (2017).
- Сімоне Черасуоло проплив ще за 26.81 (2023).

### Чоловіки на короткій воді
- Актуально станом на грудень 2023[62]

| Міс. | Час   | Плавець                    | Дата              | Місце        | Пос.   |
| ---- | ----- | -------------------------- | ----------------- | ------------ | ------ |
| 1    | 24.95 | Емре Сакчи (TUR)           | 27 грудня 2021    | Газіантеп    | [ 19 ] |
| 2    | 25.25 | Камерон ван дер Бург (RSA) | 14 листопада 2009 | Берлін       |        |
| 2    | 25.25 | Ілля Шиманович (BLR)       | 7 листопада 2021  | Казань       | [ 18 ] |
| 4    | 25.37 | Ніколо Мартіненьї (ITA)    | 6 листопада 2021  | Казань       | [ 63 ] |
| 5    | 25.38 | Нік Фінк (USA)             | 18 грудня 2022    | Мельбурн     | [ 64 ] |
| 6    | 25.41 | Адам Піті (GBR)            | 22 листопада 2020 | Будапешт     | [ 65 ] |
| 7    | 25.45 | Роланд Шуман (RSA)         | 14 листопада 2009 | Берлін       |        |
| 8    | 25.49 | Кирило Пригода (RUS)       | 22 листопада 2020 | Будапешт     | [ 65 ] |
| 9    | 25.51 | Володимир Морозов (RUS)    | 4 грудня 2019     | Глазго       | [ 66 ] |
| 10   | 25.62 | Фабіо Скоццолі (ITA)       | 13 грудня 2017    | Копенгаген   |        |
| 10   | 25.62 | Фабіо Скоццолі (ITA)       | 23 листопада 2019 | Лондон       |        |
| 11   | 25.63 | Феліпе Франса Сілва (BRA)  | 7 грудня 2014     | Доха         |        |
| 12   | 25.66 | Сімоне Черасуоло (ITA)     | 17 грудня 2022    | Мельбурн     | [ 67 ] |
| 13   | 25.80 | Феліпе Ліма (BRA)          | 16 грудня 2018    | Ханчжоу      |        |
| 13   | 25.80 | Жоан Гомес Жуніор (BRA)    | 21 грудня 2021    | Абу-Дабі     | [ 68 ] |
| 13   | 25.80 | Ян Цзібей (CHN)            | 17 грудня 2022    | Мельбурн     | [ 67 ] |
| 16   | 25.81 | Цінь Хайян (CHN)           | 17 грудня 2022    | Мельбурн     | [ 67 ] |
| 16   | 25.81 | Майкл Ендрю (USA)          | 17 грудня 2022    | Мельбурн     | [ 67 ] |
| 18   | 25.84 | Арно Каммінга (NED)        | 4 грудня 2019     | Глазго       |        |
| 19   | 25.85 | Пітер Стівенс (SLO)        | 11 грудня 2016    | Віндзор      |        |
| 20   | 25.87 | Фабіан Швінґеншлеґль (GER) | 15 грудня 2018    | Ханчжоу      |        |
| 21   | 25.90 | Олег Костін (RUS)          | 12 листопада 2018 | Казань       |        |
| 21   | 25.90 | Kirill Strelnikov (RUS)    | 21 листопада 2021 | Казань       | [ 69 ] |
| 23   | 25.91 | Косекі Ясухіро (JPN)       | 17 жовтня 2021    | Токіо        | [ 70 ] |
| 24   | 25.99 | Ian Finnerty (USA)         | 16 листопада 2019 | Колледж-Парк |        |
| 25   | 26.01 | Кайлеб Дрессел (USA)       | 22 листопада 2020 | Будапешт     | [ 65 ] |

#### Нотатки
Нижче подано список інших часів, однакових або кращих за 25.85:
- Емре Сакчи проплив ще за 25.29 (2020), 25.38 (2021), 25.39 (2021), 25.43 (2020), 25.50 (2020), 25.54 (2020), 25.57 (2020), 25.83 (2023), 25.90 (2023).
- Ілля Шиманович проплив ще за 25.39 (2020), 25.41 (2020, 2021), 25.43 (2021), 25.47 (2021), 25.48 (2020), 25.53 (2021), 25.55 (2020, 2021), 25.56 (2021), 25.57 (2020), 25.59 (2020), 25.60 (2021), 25.64 (2020, 2021), 25.68 (2020), 25.72 (2020).
- Камерон ван дер Бург проплив ще за 25.41 (2018), 25.43 (2009), 25.49 (2017), 25.58 (2009), 25.63 (2009, 2017), 25.64 (2016), 25.68 (2013), 25.70 (2017).
- Адам Піті проплив ще за 25.48 (2020), 25.50 (2020), 25.70 (2017, 2020), 25.85 (2022).
- Нік Фінк проплив ще за 25.53 (2021), 25.64 (2022), 25.68 (2021), 25.72 (2021).
- Ніколо Мартіненьї проплив ще за 25.42 (2022), 25.54 (2021), 25.55 (2021), 25.60 (2022), 25.66 (2023), 25.71 (2022), 25.72 (2023).
- Роланд Шуман проплив ще за 25.58 (2009), 25.65 (2013), 25.68 (2013).
- Кирило Пригода проплив ще за 25.68 (2017), 25.72 (2017).
- Сімоне Черасуоло проплив ще за 25.68 (2022), 25.78 (2022), 25.83 (2023), 25.85 (2021), 25.94 (2023).
- Феліпе Франса Сілва проплив ще за 25.70 (2009), 25.71 (2014).
- Фабіо Скоццолі проплив ще за 25.72 (2013).
- Цінь Хайян проплив ще за 25.82 (2022).

### Жінки на довгій воді
- Актуально станом на лютий 2024[71]

| Міс. | Час   | Плавчиня                     | Дата           | Місце                   | Пос.   |
| ---- | ----- | ---------------------------- | -------------- | ----------------------- | ------ |
| 1    | 29.16 | Рута Мейлутіте (LTU)         | 30 липня 2023  | Фукуока                 | [ 72 ] |
| 2    | 29.30 | Бенедетта Пілато (ITA)       | 22 травня 2021 | Будапешт                | [ 73 ] |
| 3    | 29.40 | Ліллі Кінг (USA)             | 30 липня 2017  | Будапешт                |        |
| 4    | 29.51 | Тан Цяньтін (CHN)            | 18 лютого 2024 | Доха                    | [ 74 ] |
| 5    | 29.52 | Єфімова Юлія Андріївна (RUS) | 4 серпня 2013  | Барселона               |        |
| 6    | 29.71 | Моллі Генніс (USA)           | 13 січня 2018  | Остін                   |        |
| 7    | 29.72 | Лара ван Нікерк (RSA)        | 6 квітня 2022  | Порт-Елізабет           | [ 75 ] |
| 8    | 29.80 | Джессіка Гарді (USA)         | 7 серпня 2009  | Федерал-Вей (Вашингтон) |        |
| 8    | 29.80 | Джессіка Гарді (USA)         | 4 серпня 2013  | Барселона               |        |
| 9    | 29.81 | Лідія Джейкобі (USA)         | 29 червня 2023 | Індіанаполіс            | [ 76 ] |
| 10   | 29.86 | Аріанна Кастіньліоні (ITA)   | 28 травня 2022 | Неаполь                 | [ 77 ] |
| 11   | 29.95 | Бріджа Ларсон (USA)          | 4 серпня 2013  | Барселона               |        |
| 12   | 29.99 | Кеті Мейлі (USA)             | 30 липня 2017  | Будапешт                |        |
| 13   | 30.02 | Imogen Clark (GBR)           | 30 липня 2022  | Бірмінгем               | [ 78 ] |
| 13   | 30.02 | Anita Bottazzo (ITA)         | 29 липня 2023  | Фукуока                 | [ 79 ] |
| 15   | 30.05 | Дженні Юханссон (SWE)        | 9 серпня 2015  | Казань                  |        |
| 15   | 30.05 | Челсі Годжес (AUS)           | 30 липня 2022  | Бірмінгем               | [ 78 ] |
| 17   | 30.08 | Енелі Єфімова (EST)          | 24 червня 2022 | Будапешт                | [ 80 ] |
| 18   | 30.10 | Анна Елендт (GER)            | 26 травня 2022 | Барселона               | [ 81 ] |
| 18   | 30.10 | Судзукі Сатомі (JPN)         | 8 жовтня 2023  | Сідзуока                | [ 82 ] |
| 20   | 30.11 | Ребекка Соні (USA)           | 2 серпня 2009  | Рим                     |        |
| 20   | 30.11 | Алія Аткінсон (JAM)          | 9 серпня 2015  | Казань                  |        |
| 22   | 30.16 | Сара Катсуліс (AUS)          | 2 серпня 2009  | Рим                     |        |
| 23   | 30.17 | Valentina Artemyeva (RUS)    | 25 квітня 2009 | Москва                  |        |
| 24   | 30.19 | Іда Гулкко (FIN)             | 23 травня 2021 | Будапешт                | [ 83 ] |
| 25   | 30.21 | Татьяна Шенмейкер (RSA)      | 25 липня 2021  | Токіо                   |        |

#### Нотатки
Нижче подано список інших часів, однакових або кращих за 30.21:
- Рута Мейлутіте пропливла ще за 29.30 (2023), 29.40 (2024), 29.42 (2024), 29.44 (2022), 29.48 (2013), 29.56 (2023), 29.59 (2013, 2022), 29.70 (2022), 29.74 (2015), 29.79 (2023), 29.86 (2013), 29.88 (2014, 2015), 29.89 (2014), 29.92 (2014), 29.96 (2013), 29.97 (2013, 2022), 29.98 (2015, 2016), 30.02 (2023), 30.04 (2013), 30.05 (2024), 30.07 (2013), 30.10 (2013), 30.11 (2013), 30.12 (2022), 30.13 (2016), 30.14 (2014, 2015), 30.17 (2016), 30.18 (2017), 30.19 (2013), 30.20 (2017).
- Бенедетта Пілато пропливла ще за 29.35 (2021), 29.50 (2021), 29.58 (2022), 29.60 (2023), 29.61 (2020), 29.62 (2021), 29.69 (2021), 29.71 (2022), 29.75 (2021), 29.80 (2022), 29.83 (2022), 29.84 (2023), 29.85 (2020, 2022), 29.89 (2024), 29.91 (2021, 2024), 29.93 (2022), 29.98 (2019, 2021), 30.00 (2019), 30.01 (2024), 30.04 (2023, 2023), 30.08 (2019, 2023), 30.09 (2023), 30.13 (2019, 2021), 30.16 (2019), 30.17 (2019).
- Єфімова Юлія Андріївна пропливла ще за 29.57 (2017), 29.66 (2018), 29.73 (2017), 29.78 (2013), 29.81 (2018), 29.84 (2018), 29.88 (2013, 2017), 29.93 (2018, 2019), 29.95 (2017), 29.99 (2017, 2017), 30.04 (2017, 2019), 30.09 (2009), 30.12 (2013, 2019), 30.13 (2015), 30.14 (2015), 30.15 (2012, 2019), 30.17 (2018, 2019), 30.20 (2018).
- Ліллі Кінг пропливла ще за 29.60 (2017), 29.62 (2018), 29.63 (2019), 29.66 (2017), 29.72 (2023), 29.76 (2017, 2022), 29.77 (2023), 29.80 (2017), 29.82 (2018), 29.84 (2019, 2019), 29.90 (2017), 29.94 (2023), 29.96 (2017), 30.03 (2019), 30.05 (2023), 30.09 (2023), 30.16 (2018), 30.18 (2019).
- Лара ван Нікерк пропливла ще за 29.73 (2022), 29.75 (2023), 29.77 (2022), 29.78 (2023), 29.80 (2022), 29.82 (2022), 29.88 (2021), 29.89 (2023), 29.90 (2022), 29.91 (2023), 29.99 (2022), 30.08 (2022), 30.09 (2023), 30.21 (2023).
- Моллі Генніс пропливла ще за 29.73 (2018), 29.97 (2018), 30.07 (2018), 30.19 (2017), 30.21 (2018).
- Тан Цяньтін пропливла ще за 29.80 (2024), 29.92 (2023), 29.93 (2024), 29.96 (2023), 30.08 (2023), 30.10 (2022), 30.12 (2023), 30.21 (2022).
- Джессіка Гарді пропливла ще за 29.90 (2013), 29.95 (2009), 29.99 (2013), 30.03 (2010), 30.12 (2014), 30.17 (2011), 30.19 (2011), 30.20 (2011, 2015), 30.21 (2014).
- Аріанна Кастіньліоні пропливла ще за 29.91 (2022), 30.05 (2022), 30.06 (2021), 30.15 (2021).
- Imogen Clark пропливла ще за 30.04 (2018), 30.05 (2023), 30.10 (2022), 30.18 (2022), 30.21 (2017, 2023).
- Лідія Джейкобі пропливла ще за 30.08 (2023), 30.20 (2022).
- Кеті Мейлі пропливла ще за 30.11 (2017), 30.12 (2017).
- Anita Bottazzo пропливла ще за 30.11 (2023).
- Анна Елендт пропливла ще за 30.12 (2022).
- Судзукі Сатомі пропливла ще за 30.14 (2023).
- Челсі Годжес пропливла ще за 30.15 (2022), 30.17 (2022), 30.20 (2021).
- Алія Аткінсон пропливла ще за 30.17 (2014), 30.19 (2018).
- Енелі Єфімова пропливла ще за 30.19 (2023).
- Бріджа Ларсон пропливла ще за 30.20 (2013).

### Жінки на короткій воді
- Актуально станом на грудень 2023[84]

| Міс. | Час   | Плавчиня                        | Дата              | Місце           | Пос.          |
| ---- | ----- | ------------------------------- | ----------------- | --------------- | ------------- |
| 1    | 28.37 | Рута Мейлутіте (LTU)            | 17 грудня 2022    | Мельбурн        | [ 85 ] [ 86 ] |
| 2    | 28.56 | Алія Аткінсон (JAM)             | 6 жовтня 2018     | Будапешт        |               |
| 3    | 28.77 | Ліллі Кінг (USA)                | 21 листопада 2020 | Будапешт        |               |
| 4    | 28.80 | Джессіка Гарді (USA)            | 14 листопада 2009 | Берлін          |               |
| 5    | 28.81 | Бенедетта Пілато (ITA)          | 21 листопада 2020 | Будапешт        |               |
| 6    | 29.04 | Моллі Генніс (USA)              | 16 жовтня 2020    | Будапешт        |               |
| 7    | 29.08 | Єфімова Юлія Андріївна (RUS)    | 31 серпня 2016    | Берлін          |               |
| 8    | 29.09 | Аріанна Кастіньліоні (ITA)      | 25 вересня 2021   | Неаполь         |               |
| 8    | 29.09 | Лара ван Нікерк (RSA)           | 18 грудня 2022    | Мельбурн        | [ 87 ]        |
| 10   | 29.10 | Енелі Єфімова (EST)             | 9 грудня 2023     | Отопень         | [ 88 ]        |
| 11   | 29.17 | Imogen Clark (GBR)              | 16 грудня 2023    | Шеффілд         | [ 89 ]        |
| 12   | 29.19 | Тан Цяньтін (CHN)               | 29 жовтня 2022    | Пекін           | [ 90 ]        |
| 13   | 29.30 | Анна Елендт (GER)               | 18 грудня 2022    | Мельбурн        | [ 87 ]        |
| 14   | 29.31 | Jasmine Nocentini (ITA)         | 9 грудня 2023     | Отопень         | [ 88 ]        |
| 15   | 29.33 | Іда Гулкко (FIN)                | 5 листопада 2020  | Будапешт        |               |
| 16   | 29.34 | Анастасія Горбенко (ISR)        | 17 грудня 2021    | Абу-Дабі        | [ 91 ]        |
| 16   | 29.34 | Nika Godun (RUS)                | 17 листопада 2021 | Казань          |               |
| 18   | 29.37 | Кеті Мейлі (USA)                | 31 серпня 2016    | Берлін          |               |
| 19   | 29.40 | Домініка Штандера (POL)         | 27 жовтня 2023    | Вроцлав         | [ 92 ]        |
| 20   | 29.49 | Аліна Змушко (BLR)              | 21 листопада 2022 | Казань          | [ 93 ]        |
| 21   | 29.50 | Сара Катсуліс (AUS)             | 22 листопада 2009 | Сінгапур        |               |
| 22   | 29.51 | Мартіна Карраро (ITA)           | 18 жовтня 2020    | Будапешт        |               |
| 23   | 29.53 | Софі Ханссон (SWE)              | 18 листопада 2023 | Шеффілд         | [ 94 ]        |
| 24   | 29.54 | Єнна Лаукканен (FIN)            | 13 грудня 2017    | Копенгаген      |               |
| 24   | 29.54 | Tatiana Belonogoff (RUS)        | 19 листопада 2022 | Шеффілд         | [ 95 ]        |
| 24   | 29.54 | Чикунова Євгенія Ігорівна (RUS) | 21 листопада 2023 | Санкт-Петербург | [ 96 ]        |

#### Нотатки
Нижче подано список інших часів, однакових або кращих за 29.54:
- Рута Мейлутіте пропливла ще за 28.50 (2022), 28.60 (2022), 28.70 (2022), 28.81 (2014), 28.84 (2014), 28.89 (2013), 29.10 (2022).
- Алія Аткінсон пропливла ще за 28.64 (2016), 28.84 (2017), 28.88 (2020), 28.91 (2014, 2016).
- Бенедетта Пілато пропливла ще за 28.86 (2020, 2023), 28.98 (2023), 29.21 (2023), 29.42 (2022), 29.48 (2022).
- Ліллі Кінг пропливла ще за 28.86 (2020, 2022), 28.90 (2019, 2020), 29.11 (2022), 29.16 (2022), 29.53 (2022).
- Енелі Єфімова пропливла ще за 29.12 (2023), 29.46 (2023), 29.48 (2023).
- Тан Цяньтін пропливла ще за 29.22 (2022), 29.28 (2022), 29.38 (2022), 29.42 (2022).
- Лара ван Нікерк пропливла ще за 29.27 (2022), 29.45 (2022).
- Imogen Clark пропливла ще за 29.30 (2022), 29.34 (2023), 29.41 (2023), 29.47 (2022), 29.51 (2022).
- Jasmine Nocentini пропливла ще за 29.41 (2023).
- Nika Godun пропливла ще за 29.42 (2021).
- Анна Елендт пропливла ще за 29.52 (2022).

#### Анульовано
- Світовий рекорд Юлії Єфімової 28.71 (Токіо 2013[97]) анульовано через виявлений допінг

## Нотатки
1. ↑  не затверджено через відсутність контролю на епо